# Neomyia gavisa
Neomyia gavisa är en tvåvingeart som först beskrevs av Walker 1859.  Neomyia gavisa ingår i släktet Neomyia och familjen husflugor. Inga underarter finns listade i Catalogue of Life.